# Кобылкино (Харовский район)
Кобы́лкино — деревня в Харовском районе Вологодской области на реке Вондожь.
Входит в состав Шапшинского сельского поселения, с точки зрения административно-территориального деления — в Шапшинский сельсовет.
Расстояние по автодороге до районного центра Харовска — 38 км, до центра муниципального образования Шапши — 4 км. Ближайшие населённые пункты — Митинская, Заречная, Пиляиха, Юртинская, Пожарище.
По данным переписи в 2002 году постоянного населения не было.